# Директива относно авторското право в цифровия единен пазар
Директивата относно авторското право в цифровия единен пазар (Директива (ЕС) 2019/790 на Европейския парламент и на Съвета на ЕС от 17 април 2019 относно авторското право и сродните му права в цифровия единен пазар и за изменение на Директиви 96/9/ЕО и 2001/29/ЕО, или съкратено ДАПЦЕП), е директива на Европейския съюз, приета на 7 юни 2019 г. и насочена към добре функциониращ пазар за авторското право за всички страни. Тя разширява действащата законодателна рамка за авторското право и е част от проекта за цифров единен пазар на ЕС. Чрез директивата Европейският съвет цели да предостави правна защита за публикации в пресата; да намали „ценностната разлика“ между печалбите, получавани от интернет платформите и създателите на съдържание; да стимулира сътрудничеството между тези две групи и да установи балансиран режим на изключения в авторското право при извличането на знания от текст и данни.
Директивата е внесена от парламентарната комисия по правни въпроси на 20 юни 2018 г. Преработено предложение е прието от Европейския парламент (ЕП) на 12 септември 2018 г. Финалната версия, съставена чрез преговори по време на официалните тристранни срещи между ЕП, Съвета и Комисията, е представена на Парламента на 13 февруари 2019 г и приета на 26 март 2019 г. Съветът на ЕС гласува директивата на 15 април 2019. Срокът за транспонирането ѝ в националните законодателства е 7 юни 2021 г. (крайната дата, до която държавите членки трябва да въведат в сила законовите, подзаконовите и административните разпоредби, необходими за постигане на съответствие с директивата).
В хода на законодателния процес, който продължава близо три години, водещите технологични компании, множество потребители на Интернет и организации на гражданското общество за защита на цифровите права се противопоставят на Директивата. От друга страна, медийните групи и конгломерати, в това число вестници и издатели, подкрепят Директивата. Най-голямо внимание привличат две от разпоредбите на Директивата. Член 15, познат още като „данък линк“, дава повече директен контрол и възможност за повторна употреба на онлайн печатни публикации, което засяга пряко някои интернет услуги като новинарските агрегатори. Член 17 задължава доставчиците на услуги, които посредничат в публикуването и разпространението на потребителски генерирано съдържание, да предприемат „ефективни и пропорционални“ мерки, с цел предотвратяване нарушаването на законите за авторското право от потребителите. Технологичните компании предупреждават, че това ще направи използването на автоматизирани технически инструменти при добавяне на съдържание – т.нар. филтри на входа – единствено възможно решение.

## Предистория
Първият опит на ЕС за унифициране на авторските права в светлината на цифровите технологии е приетата през 2001 година Директивата за информационното общество 2001/29/ЕС. Главните цели на тази Директива са да адаптира законодателството относно авторското право и сродните му права спрямо информационното общество, като същевременно осигури висока степен на защита на интелектуалната собственост, както и прилагането на два международни договора от декември 1996 г.: Договора на Световната организация за интелектуална собственост (СОИС) и Договора на СОИС за изпълненията и звукозаписите. Докато някои части от Директивата от 2001 г. остават ефективни, други не са адекватни за променения цифров пазар. През 2012 г. Европейската комисия (ЕК) обявява, че ще преразгледа Директивата от 2001 г. ЕК провежда публична консултация между декември 2013 г. до март 2014 г., и публикува първия си доклад, свързан със състоянието на законодателството за авторско право на ЕС, през юли 2014 г.
През 2014 г. Жан-Клод Юнкер е избран за председател на Европейската комисия и новата комисия започва работа през ноември 2014 г. Юнкер вижда потенциала да „подобри“ финансовото положение на ЕС като хармонизира различните цифрови пазари сред държавите членки, създаде работни места и допринесе за общество, базирано на знания. За определяне на нужните законодателни стъпки, които биха били задължителни за завършването на единен цифров пазар, изигроват роля и Андрус Ансип – еврокомисар с ресор „Единен цифров пазар“, както и Гюнтер Йотингер – комисарят, отговарящ за цифровата икономика и общество. Първоначалните планове за законодателните стъпки и потенциалният им ефект са обявени от ЕК през май 2015 г. Ансип обявява, че чрез осъществяването на Единен цифров пазар, ЕК ще може да увеличи европейския брутен вътрешен продукт с 415 милиарда евро годишно. ЕП разглежда доклад за състоянието на европейското авторско право, съставен от Феликс Реда, в който са откроени някои несъответствия в Директивата от 2001 г. и заявява подкрепата си за целта на ЕК за единен цифров пазар. ЕК разработва проект за правна рамка до края на 2015 г.

## Законодателен процес
ЕК публикува своето оригинално предложение за ДАПЦЕП на 14 септември 2016 г. След като внася някои промени и без подкрепата на Германия, Финландия, Холандия, Словения, Белгия или Унгария Комитетът на постоянните представители на Съвета на ЕС (КОРЕПЕР) предоставя законодателния текст за гласуване в ЕП Парламентарната комисия по правни въпроси завършва своите поправки по Директивата на 20 юни 2018 г. и ги представя пред парламента за обсъждане. На 5 юли 2018 г. членове на Европейския парламент гласуват за връщане на директивата за обсъждане след лятната ваканция през септември 2018 г.: На 12 септември 2018 г. променената позиция на парламента е одобрена с 438 гласа „за“ и 226 „против“, което значи, че тристранните преговори между ЕК, Съвета на ЕС и ЕП могат да започнат с очакван срок за приключването им в началото на 2019 г.
Първите тристранни срещи, наблюдавани от Румъния по времето на председателството ѝ на Съвета през първата половина на 2019 г., са планирани да започнат на 21 януари 2019 г., но са отложени поради отказ на предложения текст за споразумение от 11 държави: Германия, Белгия, Холандия, Финландия, Словения, Италия, Полша, Швеция, Хърватия, Люксембург и Португалия. С изключение на Португалия и Хърватия, останалите девет страни отхвърлят текста поради несъгласие с разпоредбите на член 11 и/или член 13 – съответно чл. 15 и чл. 17 в приетата директива, твърдейки че взетите мерки не са достатъчни за защитата на правата на гражданите. Румъния преразглежда текста, отлагайки финалното гласуване.
Тристранните преговори са завършени на 13 февруари 2019 г., макар че финалният текст все така включва проблемните членове 11 и 13. Текстът е предложен на ЕП за гласуване. То се провежда на 26 март 2019 г. и Директивата е приета с 348 гласа „за“ и 274 „против“ против, които след корекция поради технически грешки са коригирани на 338 гласа „за“ срещу 284 „против“. Главната подкрепа за Директивата идва от представителите на Европейската народна партия. На ниво държави най-много гласове „за“ идват от Франция (62), Италия (39), Германия (38), Испания (34), и Обединеното кралство (31), докато най-много гласове „против“ идват от Германия (49), Полша (33), Обединеното кралство (30), Италия (27) и Холандия (17). Проведено е и допълнително гласуване за приемане на изменение, с което да стане възможно провеждането на отделно гласуване на спорните два члена. Предложението не е прието с много малка разлика, а поне 13 членове твърдят, че се гласували погрешно.
Директивата е одобрена от Съвета на ЕС на 15 април 2019 г. 19 държави членки, които представляват 71% от населението на ЕС, гласуват в подкрепа на приемането на Директивата, 6 – против, 3 са въздържали се. ДАПЦЕП влиза в сила на 7 юни 2019 г. Държавите членки разполагат с точно две години, за да приведат своите законодателства в съответствие с изисканията на директивата.

### Член 4
Член 4 въвежда изключение в авторското право за извличането на информация от текст и данни (TDM, от text and data mining) за целите на научните изследвания. Версията на КОРЕПЕР съдържа както задължително, така и незадължително разширение. В зависимост от това дали касае факти и информация, които са обществено достояние, изключението може да разшири или да стесни ограниченията, в сравнение със статуквото.

### Член 5
Член 5 въвежда задължително изключение при употребата на авторски творби в рамките на цифрови и трансгранични преподавателски дейности. Учебните заведения могат да използват произведения и други обекти с нестопанска цел единствено за целите на илюстрирането.
Образователният сектор изявява притеснение, че изключението, предложено в член 5, е твърде стеснено. Например, предлага се разширяване на обхвата на „учебните заведения“ като в тях да се включат институции на културното наследство. Най-дебатираната част от члена е параграф 2, според който изключението не би могло да бъде допуснато при наличието на „адекватни лицензии“.
Версията на КОРЕПЕР съдържа промени, отразяващи аргументите на образователния сектор, но въпреки това включва така коментирания параграф 2.

### Член 14
Член 14 гласи, че преработки на творби на визуалното изкуство, които са обществено достояние, произтичащи от действие на възпроизвеждане на произведението, не са обект на авторското право или на сродните му права, освен ако материалът, получен в резултат на това действие на възпроизвеждане, е оригинален – тоест представлява собствено интелектуално творение на автора.

### Член 15
Член 15 от ДАПЦЕП установява режим, чрез който на издателите на публикации в пресата, установени в държава членка, се предоставят предвидените в член 2 и в член 3, параграф 2 от Директива 2001/29/ЕО права при онлайн използване на техните публикации в пресата от доставчици на услуги на информационното общество, каквито са например агрегаторите на новини, подобни на Google News. Публикациите в пресата, които следва да са обхванати от понятието, включват ежедневните вестници, седмичните или месечните списания с обща или специална насоченост, включително списанията с абонамент, както и новинарските сайтове в интернет. Съгласно действащата правна рамка издателите разчитат на авторите за предоставяне на права и трябва задължително да докажат, че са притежатели на правата за всяка индивидуална творба. Версията на Директивата, гласувана от Комисията към ЕП по правни въпроси, съдържа изрични изключения в случай на създаване на хипервръзки и „законосъобразна лична и нетърговска употреба на медийни публикации от индивидуални потребители“.
Предложението поставя условия и изключения относно правата при онлайн използване, включващи изтичане на срока им 2 години след публикуване и изключения за копирането на „несъществена“ част от дадена творба или копирането на творба за целите на академично или научно изследване. Този нов режим е заимстван от закона за т.нар. спомагателно авторско право на медийните издатели, приет в Германия през 2013 г. Издаването на публикации в печата, „чиято цел е да информират обществото и които са периодично или редовно обновявани“, е разграничено от издаването на научни и академични публикации.
В хода на тристранните преговори и по-точно във финалния текст на предложението, представен на 26 март 2019 г., член 11 е преместен на мястото на член 15 и е одобрен от Парламента и Съвета.

### Член 17
Член 17 (чл. 13 в законопроекта) от Директивата изменя съществуващите условия за освобождаване от отговорност при нарушаване на авторски права от страна на комерсиалните „доставчици на услуги за споделяне на онлайн съдържание“ (чл. 12 от Директива 2000/31/ЕО за електронната търговия – „Обикновен пренос“), с нови правила за условна неотговорност.
Тези условия представляват прилагане на „ефективни и пропорционални мерки“, както твърдят доставчиците на услуги, за „предотвратяване на наличието на специфични (нелицензирани) произведения, идентифицирани от притежателите на права“, действайки „експедитивно“ за премахването им и демонстрирайки, че „полагат максимални усилия“ с цел да предотвратят бъдещата им наличност. Чл. 17 също така разширява обхвата на всички лицензии, предоставени на посредниците на услуги, които се състоят в съхраняване на информация (хостинг), до техните потребители, стига действията на тези потребители да не са поставени „на търговска основа“.
Чл. 17 също така указва на държавите членки да вземат предвид размера на доставчика, количеството качено съдържание и ефективността на мерките, наложени „в светлината на технологичното развитие“ и въвежда процес на обжалване, изисквайки от посредниците, хостващи съдържание, да споделят „информация за използването на съдържанието“ със собственика на съдържанието, чиято липса е била предмет на спорове в миналото.
Разпоредбите на Член 17 от Директивата са насочени към комерсиалните доставчици на услуги за споделяне на онлайн съдържание, които „съхраняват и дават публичен достъп до голям брой произведения или други предмети, качени от потребителите, които (те) организират и популяризират с цел печалба“. Предложението изрично посочва, че това не включва частни облачни услуги за съхранение, енциклопедии с нетърговска цел (като Уикипедия), нито образователни или научни хранилища с нетърговска цел. Друго изискване към уебсайтове, които „автоматично възпроизвеждат или препращат към значителни количества защитени с авторски права визуални произведения“, е да „сключват справедливи и балансирани лицензионни споразумения с всички желаещи носители на права“.

### Членовете от 18 до 20 от Директивата
Членове 18, 19 и 20 от Директивата в работната ѝ версия (14 до 16 в приетия текст) най-общо подобряват позицията на авторите и изпълнителите при договаряне, но в същото време въвеждат системи, които са по-слаби от някои съществуващи в държавите членки. Член 19 от Директивата има за цел да позволи на авторите да увеличат възнаграждението си в някои случаи, когато то е непропорционално ниско. Асоциациите на авторите отправят предложение за „механизъм за връщане на права“, който би позволил анулирането на споразумение за прехвърляне на авторски права, когато са налице доказателства, че едно такова споразумение е неизгодно.

### Други разпоредби
Други разпоредби се отнасят до правния статут на осиротелите произведения и някои общи дейности на библиотеките. Преди преговорите на тристранната среща, член 12а предлага да се предоставят авторски права на организаторите на спортни събития върху записите на техните събития. Версията от март 2019 г. обаче указва, че Комисията ще оценява предизвикателствата, свързани с незаконните онлайн предавания на спортни предавания, в бъдеще.

## Обсъждане на предложението

### Политици
Към 21 март 2019 г. 100 евродепутати се подписват в подкрепа на директивата, докато 126 се съгласяват да гласуват против. На 20 март 2019 г. 74 евродепутати отправят искане член 17 (член 13 преди приемане на Директивата) да бъде заличен от директивата. В крайна сметка 348 гласуват за и 274 против.
През 2018 г. подкрепата в ЕП е водена от групата на Европейската народна партия и Прогресивния алианс на социалистите и демократите – двете най-големи групи в парламента. Основните национални партии в подкрепа включват управляващия в Германия Християндемократически съюз и техните коалиционни партньори Социалдемократическата партия, управляващата Консервативна партия и опозиционната Лейбъристка партия в Обединеното кралство и основната опозиционна партия в Полша, Гражданска платформа.
Докладчикът на директивата, Аксел Фос, е германски евродепутат и член на Европейска народна партия. Фос отхвърля аргументите на критиците срещу директивата и по-специално описва говоренето за цензура като „неоправдано, прекомерно, обективно погрешно и непочтено“. Той посочва, че технологията за филтриране на съдържание се използва в Ютюб от десетилетие, без никога да е предизвиквала „кампания срещу цензурата“, и обвинява „големите [интернет] платформи“ във водене на „кампания с фалшиви новини“. Според Тил Кройцер, експерт по авторско право от Irigths.info, Фос демонстрира абсолютната липса на разбиране, а Фридхелм Грайс коментира в свой анализ на реформата на авторското право в ЕС, че германският политик не е разбрал основните моменти от резултатите от собствените си преговори, сравнявайки използването на филтри за качване с хигиенните разпоредби в ресторантите.
Опозицията в ЕП се ръководи от управляващата в Полша партия Право и справедливост, управляващата италианска коалиция „Движение „5 звезди“/Lega Nord“ и Партията на независимостта на Обединеното кралство. Други опоненти включват голям брой по-малки партии в двата края на политическия спектър, каквато е Пиратската партия на Германия, чийто единствен евродепутат Феликс Реда е отявлен противник на предложението. Той описва предложението като продукт на големи медийни компании, които се опитват да принудят платформите и търсачките да използват откъсите (т.нар. snippets) от публикациите им и [sic] да плащат за тях. Лидерът на Партията на независимостта на Обединеното кралство и евродепутат Джерард Батен казва, че предложението може да „унищожи капацитета за свобода на словото в интернет и социалните медии“. Освен това Батен отбелязва, че е необходимо международно споразумение, а не директива на ЕС, за да се защитят „законните права на създателите, авторите и иноваторите“, като същевременно не се задушава „свободата на словото и разпространението на информация“.
През май 2018 г. Комитетът на постоянните представители на Съвета на ЕС (Корепер) постига съгласие по общата си позиция по проекта на директивата, което служи като мандат за председателството на Съвета (реализирано в този период от България) да започне преговори с ЕП, след като последният е съгласувал собствената си позиция. Представителите в Корепер на Германия, Финландия, Нидерландия, Словения, Белгия и Унгария обаче гласуват или с въздържал се, или против предложението. Въпреки това евродепутатите от всяка от управляващите партии на тези страни продължават да подкрепят до голяма степен или изцяло директивата в ЕП.
Германският политик Кевин Кюнерт, федерален председател на младежката организация на Социалдемократическата партия, изразява опозиция срещу член 17, твърдейки, че той нарушава коалиционното споразумение между ГСП и Християндемократическия съюз на Германия и Християнсоциалния съюз в Бавария. Петра Сите, заместник-председател на демократичната социалистическа партия Левицата, също заявява, че ефективното одобрение на филтрите за качване нарушава коалиционното споразумение, наричайки директивата за авторското право „компромис между интересите на различни големи корпорации“ („Kompromiss zwischen den Interessen verschiedener Großkonzerne“) и „сериозна заплаха за свободата на изразяване“ („eine ernsthafte Gefahr für die Meinungsfreiheit“). Ден преди гласуването в парламента националният германски вестник „Франкфуртер Алгемайне Цайтунг“ съобщава, че Германия може да е отстъпила, за да подкрепи директивата в последния момент в замяна на одобрението на Франция на противоречивия проект Северен поток - 2 за доставка на природен газ от Русия. Евродепутатът Тиемо Вьолкен, член на СДП и противник на директивата, твърди, че е постигната „сделка на най-високо ниво“ между Германия и Франция (#Uploadfilter gegen #Gas – филтри при качване срещу газ).

### Неправителствени организации
През октомври 2017 г. Electronic Frontier Foundation (EFF) публикува отворено писмо под заглавие „Член 13 – Наблюдението и филтрирането на интернет съдържание е неприемливо“, подписано от няколко десетки неправителствени организации, измежду които Хюман Райтс Уоч, Репортери без граници, COMMUNIA, Български хелзинкски комитет и др. Повече от 50 организации от областта на човешките и дигиталните права, свободата на медиите, издателската дейност, библиотеките, образователните институции, разработчиците на софтуер и интернет доставчиците подписват на 26 април 2018 г. писмо срещу чл. 11 (който въвежда т.нар. „данък линк“, или чл. 15 в Директивата) в предложеното законодателство, адресирано конкретно до Аксел Фос. Сред подписалите това писмо, които настояват за премахването на разпоредбите на чл. 11 от проектодирективата, са EFF, Криейтив Комънс, EDRi, институтите „Макс Планк“, GitHub, Интернет общество - България и др.
В периода 3 – 5 юли 2018 г. италианската Уикипедия, по-късно последвана от Уикипедия на испански, естонски, латвийски, полски, френски и португалски, „затъмнява“ страниците си за читатели, докато английската Уикипедия добавя банер, който приканва читателите в Европа да се свържат със своите представители в ЕП и да заявят гражданската си позиция срещу готвеното законодателство. Фондация Уикимедия повтаря своите опасения през февруари 2019 г. На 21 март 2019 г. четири езикови версии на Уикипедия – на немски, датски, чешки и словашки език, блокират всякакъв достъп за потребители за 24 часа, за да протестират срещу директивата. Съоснователят на Уикипедия, Джими Уейлс, изразява опасения относно разходите и ефективността на филтрите за качване и възможните отрицателни ефекти върху свободата на словото онлайн.

### Технологични компании
Google (който управлява услугата за агрегиране на новини Google News, засегната пряко от чл. 15 (бивш чл. 11), се противопоставя на директивата от първоначалното ѝ представяне през 2016 г., с аргумента, че предложенията ще „превърнат интернет в място, където всичко качено в мрежата трябва да бъде одобрено от адвокати“. Според Кент Уокър, старши вицепрезидент по глобалните въпроси и главен правен директор на Google, „Компаниите, които действат разумно, за да помогнат на носителите на права да идентифицират и контролират използването на тяхното съдържание, не трябва да носят отговорност за каквото и да е съдържание, качено от потребител, както телефонна компания не трябва да носи отговорност за съдържанието на разговорите.“ През 2018 г. компанията насърчава издателите на новини, участващи в Инициативата за цифрови новини (Digital News Initiative) на компанията, по която биват отпускани безвъзмездни средства в подкрепа на цифровата журналистика с фонд от 150 млн. евро, да лобират пред евродепутатите относно отхвърлянето на „Данък линк“.
Главният изпълнителен директор на платформата Ютюб, Сюзън Войчицки, призовава създателите на съдържание да предприемат действия, за да се противопоставят на предложението, тъй като то „представлява заплаха както за [техния] поминък, така и за [тяхната] способност да споделят [своя] глас със света“, и подчертава, че системата на YouTube Content ID е предназначена да помогне за гарантиране на справедливо управление и плащания за правоносителите без държавна намеса. По-късно Войчицки пише, че всяка компания, която прилага необходимите протоколи, за да изпълни директивата, би изпитвала значителна финансова тежест, а за компания с мащаба на YouTube „потенциалните задължения биха могли да бъдат толкова големи, че никоя компания не би могла да поеме такъв финансов риск“.
Фейсбук заема сходна позиция, като твърди, че предложението „би могло да има сериозни, непредвидени последици за отворения и творчески интернет“. Computer & Communications Industry Association (CCIA) – търговска асоциация, която представлява Google и други големи технологични компании, е основен спонсор на организацията „Авторско право за творчество“, която на свой ред ръководи кампанията „Запази своя интернет“, противопоставяща се на директивата. През ноември 2018 г. Reddit публикува в блога си кратък текст под заглавието „Директивата на ЕС за авторското право. Какво трябва да знаят редиторите в Европа“, в което насочва своите европейски потребители инициативата „Не разбивайте мрежата“ – уебсайт, в който са представени предложения за начини за подобряване на чл. 15 и чл. 17 (бивши чл. 11 и чл. 13) от Директивата.

### Учени
Повече от 200 учени критикуват предложението, изразявайки опасения относно въздействието на чл. 15 (бивш чл. 11) върху читателската аудитория на онлайн издания и ефективността на задълженията на чл. 17 към доставчиците на услуги, които „ще са от полза за големите играчи“. Европейският филиал на Коалицията за научни публикации и академични ресурси (SPARC) призовава за премахване на член 15, като настоява, че запазването му „ще направи новинарските публикации от последните две десетилетия по-малко достъпни за изследователите и обществеността, което ще доведе до изкривяване на общественото знание и паметта за минали събития“, а ако бъде разширено до академични издатели по идея на комисията по промишленост, изследвания и енергетика на ЕП „на практика ще поиска от читателите да плащат на издателите за достъп до произведения, за които авторите, институциите или финансиращите изследвания вече са платили на издателите, за да ги направят свободно достъпни за всички. Двадесет и пет изследователски центъра споделят опасението, че финансовите ползи от предложената директива ще бъдат по-скоро за големите правоносители, отколкото за създателите.
Много научни издатели, включително Международната асоциация за научни, технически и медицински издатели (STM) от Оксфорд, подкрепят и дори настояват за включването на академични издатели в обхвата на разпоредбата на „Данък линк“, докато защитниците на отворените изследвания, между които и Асоциацията на европейските изследователски библиотеки, се противопоставят на тази позиция с аргумента, че фактите и информацията в една научна статия трябва да останат извън обхвата на авторските права.
В отворено писмо до ЕП „Европейският съвет за докторанти и млади изследователи“ изразява безпокойство относно ефектите от установяването на изискванията на членове 3, 15 и 17 от директивата върху работата на учените. Според организацията чрез тези разпоредби в новата правна рамка се „налагат неоправдани ограничения върху извличането на текст и данни на произведения, защитени с авторски права (чл. 3), дават прекалено широки права на издателите на пресата за онлайн използване на съдържанието им (чл. 15), и установява прекалено широко задължение за искане на удостоверяване или автоматично филтриране при качване на онлайн съдържание (чл. 17). Коалицията за научни публикации и академични ресурси – застъпническа група с отворен достъп, принципно се противопоставя на предложението.

### Издатели
През 2018 г. кампания на „Европейската група на дружествата на авторите и композиторите“ събира над 32 000 подписа в подкрепа на цялостно преразглеждане на законодателството за авторското право и елиминиране на разликите в остойностяването. Сред подкрепилите кампанията са Давид Гета, Енио Мориконе, Жан-Мишел Жар, групата Air, Пол Маккартни и Джеймс Блънт, писателят Филип Пулман (като ръководител на Обществото на писателите), Асоциацията на независимите музикални компании и немският издател Аксел Шпрингер.
Издателските търговски организации твърдят, че се провежда „недобросъвестна“ „подвеждаща кампания“. Обвиненията са насочени както към Google, така и към други платформи, сред които Уикипедия, като се твърди, че Уикипедия и други платформи участват в „неприемливи, подвеждащи кампании [...] за влияние над евродепутатите“. Изтъква се, че през 2016 г. Google заделя 4,5 милиона евро за лобиране в Брюксел и е сред спонсорите на Electronic Frontier Foundation, както и че се опитва да убеждава партньорите си да лобират срещу реформата. Твърдения в този смисъл са публикувани от музикалната индустрия като прессъобщение точно преди гласуването на Комисията по правни въпроси.
Издателите твърдят, че доставчиците на лицензирано съдържание като Спотифай и Нетфликс също са негативно засегнати от настоящия режим на авторски права, който според тях е от полза на платформи като YouTube (собственост на Alphabet Inc.) и Facebook, които доставят предимно съдържание, качено от потребителите, или агрегират съществуващо съдържание. Дейвид Лоуъри заявява, че Google провежда „хибридна война“ чрез „робо обаждания, спам имейли, фалшиви акаунти в Twitter, астротърфинг групи, платени учени“. Евродепутатът Жан-Мари Кавада заявява, че депутатите получават десетки хиляди имейли относно директивата, което е довело до „блокиране на компютъра на един от моите колеги. Превръща се в спам... Не можем да си представим, че тези имейли са автентични.“
Докато някои издатели подкрепят предложението, организацията „Европейски иновативни медийни издатели“ се противопоставя на „Данък линк“ и изразява разочарование от факта, че най-големите европейски пресагенции подкрепят подвеждаща кампания за новото сродно право, което според тях е притеснително поради обстоятелството, че подобна мярка би била вредна например за по-малки независими издатели, създатели на съдържание и журналисти в цяла Европа.

### Вестници
В редакционна статия Financial Times заявява, че „YouTube контролира 60% от целия бизнес за стрийминг на аудио, но плаща само 11% от приходите, които получават артистите“. Други вестници се фокусират върху чл. 15, като твърдят, че реформата е битка между европейския медиен плурализъм и монополистичните чуждестранни интернет гиганти. Различни големи издания съобщават, че някои интернет платформи лобират срещу законопроекта, за да подкрепят своите финансови интереси. Група от девет големи европейски издатели на печатни издания, включително Agence France-Presse, Асоциацията на печата и Европейския алианс на новинарските агенции, публикуват съвместно писмо в подкрепа на предложението, описвайки го като „ключово за медийната индустрия, бъдещия достъп на потребителите до новини и в крайна сметка здравето на демокрацията“. В писмото те акцентират върху съществуващата държавна подкрепа за затруднените медии и твърдят, че вместо това тя трябва да бъде предоставена от „интернет гигантите“, които „източват“ приходите от реклама.
През лятото на 2018 г. големи вестници в Австрия публикуват критични мнения за предложението, Франция, Германия, Ирландия, Италия, Полша, Испания и Словакия.

### Създатели на съдържание
Международната федерация на журналистите изразява недоволство от направените изменения в последния момент по предложения текст, които правят възнагражденията на журналистите зависими от „договорни споразумения“ и „закони за собственост“. Описвайки предложенията като „постижение за авторите като цяло“ и „добри новини за индустрията и за авторите в някои сектори“, те определят измененията като „лоши за журналистиката и лоши за Европа“ и призовават ЕС да „реши мъдро и да отхвърли всякакви дискриминационни разпоредби“.
Представител на компания, която прави филтри за съдържание, заявява, че широкото им въвеждане като резултат от член 17 вероятно ще навреди на новите музикални изпълнители, ограничавайки възможността им да споделят това, което създават.

### Видни личности
Сред хората, които публично са се противопоставили на закона, са комикът Стивън Фрай; авторът Нийл Геймън; създателят на World Wide Web Тим Бърнърс-Лий; и Винт Сърф – един от създателите на международното Интернет общество и на ICANN.

### Съдебна практика
В Решение С-360/10 от 16 февруари 2012 Sabam v Netlog – съответно белгийско дружество за колективно управление на права и дружество, което поддържа платформа на социална мрежа онлайн – Съдът на ЕС обявява, че ако бъде постановено от национален съд срещу доставчик на услуги за съхраняване на информация да въведе система за филтриране (като тази в разглеждания случай), няма да бъде спазено изискването да осигури справедливо равновесие между правото върху интелектуална собственост, от една страна, и свободата на стопанската инициатива, правото на защита на личните данни и свободата на получаване или разпространяване на информация, от друга страна. В решението се разяснява, че подобно разпореждане „би могло потенциално да накърни свободата на информация, тъй като тази система може да не прави адекватно разграничение между незаконно и законно съдържание, в резултат на това въвеждането му може да доведе до блокиране на законни съобщения“.

### Права на човека
Службата на Върховния комисар на ООН по правата на човека изразява опасения, че предложението (за директива) е несъвместимо с Международния пакт за граждански и политически права от 1966 г. В публично писмо специалният докладчик Дейвид Кей твърди, че нежеланието да бъдат определени точни задължения за доставчиците на хостинг услуги (услуги за съхраняване съдържание съгласно чл. 14 от Директивата за електронна търговия) създава „значителна правна несигурност“, несъвместима с изискването на пакта всички ограничения на свободата на изразяване да бъдат „предвидени от закона“. Той заключава, че това може да доведе до „натиск върху доставчиците за споделяне на съдържание да сгрешат от предпазливост“. Кей също така разкритикува липсата на „предварителен съдебен контрол“, присъщ на системата, и сходния извънсъдебен характер на нейния процес на обжалване. Той подчертава, че докато законът за авторското право трябва да бъде модернизиран в Европа, това не трябва да се прави по начин, който вреди на свободата на изразяване и че настоящите препоръки в член 17 не са необходими.
Писмото също така изразява загриженост относно липсата на защита за организации с нестопанска цел, въпреки че те, както и малките доставчици на съдържание, са изключени от разпоредбите на предложението преди публикуването му. Като основание за това Кей посочва недостатъчно ясно формулираното определението за „доставчик на споделено онлайн съдържание“ съгласно член 2, параграф 5 от директивата, което се основава на двусмислени и силно субективни критерии, като например обема на защитените с авторски права произведения, с които работи, и не предоставя ясни условия за освобождаване от отговорност за нестопански организации (с. 8 от доклада).

## Противоречия

### Членове 11 и 13 (15 и 17 приети)
Членове 11 и 13 от предложението за директивата преди преговорите на тристранната среща (членове 15 и 17 в окончателната, одобрена версия) съсредоточават върху себе си най-голям интерес и полемики, свързани с баланса на пара и интереси при прилагането им. Член 11, наричан „данък линк“, поражда опасения, че по-малко информация и по-малко ресурси ще бъдат достъпни чрез търсачките. В своя обяснителен меморандум за член 11 Съветът описва съществуващото прилагане на правата за използване на публикации в пресата онлайн като „сложно и неефективно“. В документа (текстът, въз основа на който КОРЕПЕР постига съгласие да предостави на председателството на Съвета мандат за преговори за приемане на предложената директива на първо четене) е обърнато специално внимание на използването на новинарски статии от „новинарски агрегатори или услуги за наблюдаване на медии“ за търговски цели и проблемите, с които биха се сблъскали издателите на пресата при лицензирането на работата си за такива услуги. Европейската комисия анализира прилагането на подобни закони в Германия и Испания и установява, че всъщност издателите са имали финансова полза от увеличеното излагане на публикациите им онлайн.
Опитите на Германия и Испания да установят в закон сродно право за издателите на публикации в пресата по отношение на използването им онлайн от страна на доставчиците на услуги на информационното общество са оценени като „пълно бедствие“, което им струва милиони евро. Google изтегля Google News от пазара в Испания и напълно спира да използва фрагменти от публикации на германските издатели на преса. Експерти прогнозират, че подобна разпоредба в ДАПЦЕП ще доведе до това, че доминацията на големите медийни корпорации в интернет от гледна точка на европейските потребителите ще се засили, тъй като малките онлайн медийни компании трудно биха съумявали да инвестират времето и ресурсите, необходими за да постигнат свои собствени отделни правни споразумения с доставчици на услуги на информационното общество. Според критиците на това ново сродно право за издателите на публикации в пресата много малки медийни компании в Европа в крайна сметка ще бъдат принудени да преустановят съществуването си поради липсата на онлайн присъствие и приходи.
Член 13 е разглеждан като правен инструмент със „смразяващ ефект“ върху онлайн изразяването, тъй като ще принуди повечето уеб услуги да не допускат потребителите да качват съдържание, защитено с авторски права, без предварително получено разрешение, за да избегнат налагането на юридическа отговорност. И въпреки че разпоредбата изисква полагането на „всички възможни усилия в съответствие с високите секторни стандарти за дължима професионална грижа“, което допуска тълкуване, по подразбиране по-големите компании ще трябва да използват скъпи технологии за съпоставяне на съдържание, подобна на системата на YouTube — Content ID, чието разработване струва на Google около 100 милиона долара. Други са загрижени, че поради цената на филтрирането, само големите американски технологични фирми биха разполагали с достатъчно ресурси, за да ги разработят, и че възлагането на задачата на компании от ЕС би имало последици за поверителността и защитата на данните.
В светлината на спора относно член 13 интернет пионери като Тим Бърнърс-Лий, Винт Сърф, Джими Уейлс и Мич Капор отправят предупреждение в отворено писмо до председателя на ЕП Антонио Таяни с копия до отделни евродепутати, лидерите на европейските политически партии, председателя на ЕК Жан-Клод Юнкер, Лиляна Павлова в качеството ѝ на министър за българското председателство на Съвета на ЕС и др., че „член 13 прави безпрецедентна стъпка към трансформацията на Интернет от отворена платформа за споделяне и иновации в инструмент за автоматизирано наблюдение и контрол на своите потребители“. В писмото се изтъква, че „филтрирането на онлайн съдържание може да бъде краят на интернет, какъвто го познаваме“.
Експертите по медийно право Кристиан Солмеке и Ан-Кристин Хер отбелязват в своя анализ на договорения компромис, че той проправя пътя към използване на филтър за качване (т.нар. контрол на входа), тъй като не съществува друга техника, чрез която да се гарантира спазването на изискванията на закона. Те посочват алтернативни решения за извличане на подобрени лицензионни такси от онлайн доставчик, без да се ограничават правата на частните потребители чрез филтриране на всички качвания – т.е. чрез налагане на компенсационно възнаграждение за частно копиране.
Критиците на разпоредбата, сред които са изпълнителните директори на YouTube и Twitch – Сюзън Уоджиски и Емет Шиър – акцентират и върху проблема с фалшиво-положителни резултати в рамките на такива системи и тяхната неспособност да отчитат изключенията и ограниченията на авторското право включително по-специално онези, които гарантират свободата на изразяване на ползвателите. Поддръжници и трети страни, от своя страна, изтъкват, че YouTube използва Content ID от десетилетие и въпреки това остава успешен доставчик за съдържание от всякакъв вид. В допълнение към фалшиво-положителните резултати обаче, системата на YouTube е лесна мишена на злоупотреби от страна на копирайт тролове и измамници, използващи обработката на искове за авторски права от YouTube съгласно Закона за ограничаване на отговорността за нарушаване на авторски права (OCILLA) на САЩ – част от Закона за авторските права в цифровото хилядолетие (DMCA) – като форма на изнудване. Качващите съдържание потребители са изправени пред риска от неправомерни искове за нарушени авторски права и шантаж да платят откуп (ако не искат профилите им да бъдат блокирани), или доксинг чрез изискването за включване на лична информация за контакт при извършване на насрещен иск по този закон.
След приемането му евродепутатът от Пиратската партия Феликс Реда посочва, че член 13 може да доведе до нарушаване на Всеобхватното икономическо и търговско споразумение между Канада и ЕС (CETA), съгласно което споразумяващите се страни трябва да осигурят „ограничения или изключения“ относно отговорността на посредниците, предоставящи комуникационни услуги, по отношение на нарушаването на авторски права и че те не трябва да бъдат „обусловени от това доставчикът на услуги да наблюдава услугата си или изрично да търси факти, доказващи потенциални правонарушения“.

### Обществени протести
Петицията за изваждане на член 13 (чл. 17 в гласуваната версия), публикувана в Change.org под призива „Спрете машината за цензура! Спасете интернет!“, събира повече от 5 милиона подписа, от които приблизително 1,3 милиона са от Германия. В цяла Европа се организират и провеждат протести срещу членове 11 и 13 от директивата, чиято кулминация е достигната на 23 март 2019 г., когато в Мюнхен и Берлин излизат съответно 40 000 и 15 000 граждани на ЕС. Според друга оценка протестиралите на тази дати само в Берлин са 30 000, а общо в Германия на спорните разпоредби се противопоставят около 100 000 души. Демонстрантите обвиняват персонално Аксел Фос и партията на ХДС (Християндемократически съюз) за включването на спорните текстове в законопроекта. Протестите се организират от гражданското движение Save The Internet, в чиято подкрепа е осъществена кампания в Gofundme за набиране на средства.
Европейската народна партия е обвинена, че се опитва да придвижи гласуването на директивата напред, за да заобиколи планираните протести на 23 март 2019 г., Представители на най-голямото политическо семейство в ЕП отричат тези твърдения, въпреки осветлените доказателствата, сочещи обратното. Германската, чешката, датската и словашката версии на Уикипедия изяло блокират достъпа до съдържанието си и призовават потребителите да се свържат с местния си представител в ЕС, за да се противопоставят на приемането на директивата. Други големи платформи, като Twitch и PornHub, публикуват банери на своите начални страници и в профилите си в социални медии в знак на протест. Тези действия са идентични с предприетите на 18 януари 2012 г. от множество уебсайтове в знак на протест срещу американския законопроект срещу онлайн пиратството Stop Online Piracy Act (SOPA).
| „                                                                                   | Запознати ли сте с член 13? Това е правило, отнасящо се до авторското право, предложено от ЕС, което принуждава платформите да контролират всички качвания, ако искат да бъдат в безопасност. Можете да помогнете това да не стане реалност. Разберете как на fixcopyright.wikimedia.org | “ |
| Призивът в официалната профилната страница на Уикипедия в Туитър от 21 март 2019 г. | |   |

### Лобизъм
В съобщение за медиите от 27 март 2019 г. публикувано в официалния сайт на Европейския парламент под заглавие „Въпроси и отговори по въпроси относно директивата за цифровото авторско право“ се отбелязва, че директивата е станала обект на интензивна кампания, както и че според някои статистически данни, с които Европейския парламент разполага, евродепутатите рядко или никога преди не са били подложени на лобиране до такава степен (чрез телефонни обаждания, имейли и др.). В съобщението се казва още, че и преди са провеждани „лобистки кампании, предвиждащи катастрофални резултати, които никога не са се сбъднали“. В публикация от 6 август 2019 г. британското издание „Таймс“, собственост на News Corp UK & Ireland Limited – дъщерно дружество на американския медиен конгломерат на Рупърт Мърдок News Corp., твърди, че „Google помага за финансирането на уебсайт, който насърчава хората да изпращат спам на политици и вестници с автоматизирани съобщения, подкрепящи целите на политиката му“. Евродепутатът Свен Шулце заявява, че вярва, че Google стои зад имейл кампанията, тъй като много от имейлите идват от адреси в Gmail.
Лобирането в полза на предложената директива е насочено към самите институции на ЕС и е много по-малко видимо за обществото. Големите медийни групи и издатели са имали много по-голям контакт между своите лобисти и членове на ЕП, отколкото технологичната индустрия, твърдят анализаторите от Corporate Europe Observatory (CEO) – благотворителна организация, която наблюдава активността на корпоративните лобита в Брюксел и работи за повишаване на обществената осведоменост и за ограничаване на корпоративното влияние върху изготвянето на политиките на ЕС. Действията, предприети от тези, които лобират в полза на директивата, включват изпращане на брошури на евродепутатите с презервативи, прикрепени с фразата „Ние обичаме технологичните гиганти, но също така обичаме защитата“, посочва се в доклада на CEO.
В блог публикация в сайта на Европейската комисия, която впоследствие е свалена, противопоставящите се на директивата са наречени „тълпа“. Комисарите, технически отговорни за публикуването в блога – Мария Габриел и Андрус Ансип, отричат да са разрешавали публикуването ѝ, а Европейската комисия публикува официално извинение. Председателят на Европейската комисия Жан-Клод Юнкер отказва да разкрие кой е разрешил публикуването.
Някои коментатори заявяват, че годините на интензивно лобиране са послужили за „изтласкване на други гласове и успешно изкривяване на обществения дебат“ и че „токсичните“ дискусии вредят на „здравословния диалог“.

### Проблеми с гласуването
Непосредствено преди гласуването на пълния текст на директивата се провежда гласуване, свързано с възможността за гласуване на разпоредбите на членове 11 и 13 по отделно. Предложението е отхвърлено с пасив от 5 гласа, но впоследствие 13 евродепутати отправят искане за промяна на гласовете им, тъй като са гласували неправилно поради предполагаемо объркване в реда на гласуванията в този ден. Коригираните резултати добавят 10 гласа в подкрепа на промяната, която би позволила преразглеждане на спорните членове. Тези корекции обаче са само за парламентарните протоколи и не променят резултата от гласуването.

### Бомбена заплаха
Според съобщения в германските медии срещу офиса на Аксел Фос в Бон е била отправена заплаха, че ако Европейският парламент гласува в подкрепа на предложените реформи на авторското право, поставената в офиса бомба ще бъде детонирана. Първоначално съобщението е публикувано във финландски форум за Линукс, а по-голямо внимание получава след препубликуването му в Reddit.

### Позицията на Обединеното кралство
На 31 януари 2020 г. Обединеното кралство напуска ЕС със срок на преходния период до 31 декември 2020 г. Правителството на Обединеното кралство обявява, че тъй като датата, до която държавите членки на ЕС трябва да транспонират директивата в националното си законодателство, е през 2021 г., Обединеното кралство няма да прилага изцяло ДАПЦЕП. Министърът на университетите, науката, изследванията и иновациите Крис Скидмор заявява, че всички бъдещи промени в правната рамка на Обединеното кралство по отношение на авторското и сродните му права ще бъдат разглеждани като част от обичайния процес на вътрешна политика”. Министърът на културата на Обединеното кралство Найджъл Адамс отбелязва, че макар правителството да подкрепя много от общите цели на Директивата, „предстоящото напускане на Обединеното кралство от ЕС означава, че не сме длъжни да прилагаме изцяло ДАПЦЕП“.

## Жалба на Полша срещу филтрирането
На 24 май 2019 г. Полша подава жалба до Съда на ЕС срещу ЕП и Съвета на ЕС с главно искане да се отменят буква б) и буква в) от Член 17, параграф 4, на Директива 2019/790 (в частта, съдържаща израза и са положили максимални усилия за предотвратяване на бъдещото им качване в съответствие с буква б) от Директива (ЕС) 2019/790). Ако Съдът приеме, че обжалваните разпоредби не могат да бъдат отделени от останалите разпоредби в член 17 от без да се измени същността на съдържащата се в този член правна уредба – жалбоподателят иска член 17 от ДАПЦЕП да бъде отменен изцяло. В жалбата се посочва, че въпросните разпоредби задължават доставчиците предварително да контролират цялото съдържание, което техните потребители желаят да публикуват онлайн, чрез информационни технологии за автоматично филтриране, без да предвиждат гаранции за спазването на правото на свобода на изразяване на мнение и на информация и забраната за общ предварителен контрол. Заместник-министърът на външните работи на Полша Конрад Шимански заявява, че директивата „може да доведе до приемане на регулации, които са аналогични на налагане на цензура, която е забранена не само в полската конституция, но и в договорите на ЕС“. Решението на Съда на ЕС по жалбата на Полша е оповестено на 26 април 2022 г. на публично заседание – неговото първо произнасяне по тълкуването на Директива 2019/790. Жалбата е отхвърлена, като Съдът намира, че са предвидени подходящи гаранции, за да се осигури спазването на правото на свобода на изразяване на мнение и на информация на ползвателите, както и на справедлив баланс между това право и правото на интелектуална собственост.

## Прилагане в националните законодателства
Тъй като е директива, а не регламент, тя трябва да бъде въведен в националните законодателства от парламентите на държавите членки на ЕС. Към 26 юли 2021 г. само 4 от 27-те държави членки са приели съответните закони за транспониране на ДАПЕЦП, а сред изоставащите със сроковете са Австрия, Белгия, България, Хърватия, Румъния, Франция, Испания и Швеция. След изтичане на крайния срок за въвеждане в националните законодателства на правилата, уредени в ДАПЦЕП (7 юни 2021 г.), Комисията открива производства за установяване на нарушение на правото на Съюза. Година по-късно България продължава да е в списъка с държави членки, редом с Белгия, Гърция, Кипът, Латвия, Португалия, Словения, Финландия и Швеция, които не са въвели директивата в своето законодателство.